# Jan Čermák (kněz)
Jan Čermák (1802, Mladá Boleslav – 13. března 1880) byl český římskokatolický kněz, čestný kanovník Katedrální kapituly u sv. Štěpána v Litoměřicích a děkan v Turnově.

## Život
Mladoboleslavský rodák Jan Čermák byl na kněze vysvěcen v roce 1832. Byl prvofarářem (prvním farářem) v nově zřízené farnosti Hrubá Skála v roce 1854. Stal se děkanem v Turnově, byl biskupským vikářem a konzistorním radou v Litoměřicích. Za věrnou službu byl oceněn titulem čestný kanovník Katedrální kapituly u sv. Štěpána v Litoměřicích. Patřil ke skupině českých vlasteneckých kněží. Pro své aktivity a lidumilné smýšlení nabyl velké vážnosti. Zemřel 13. března 1880.

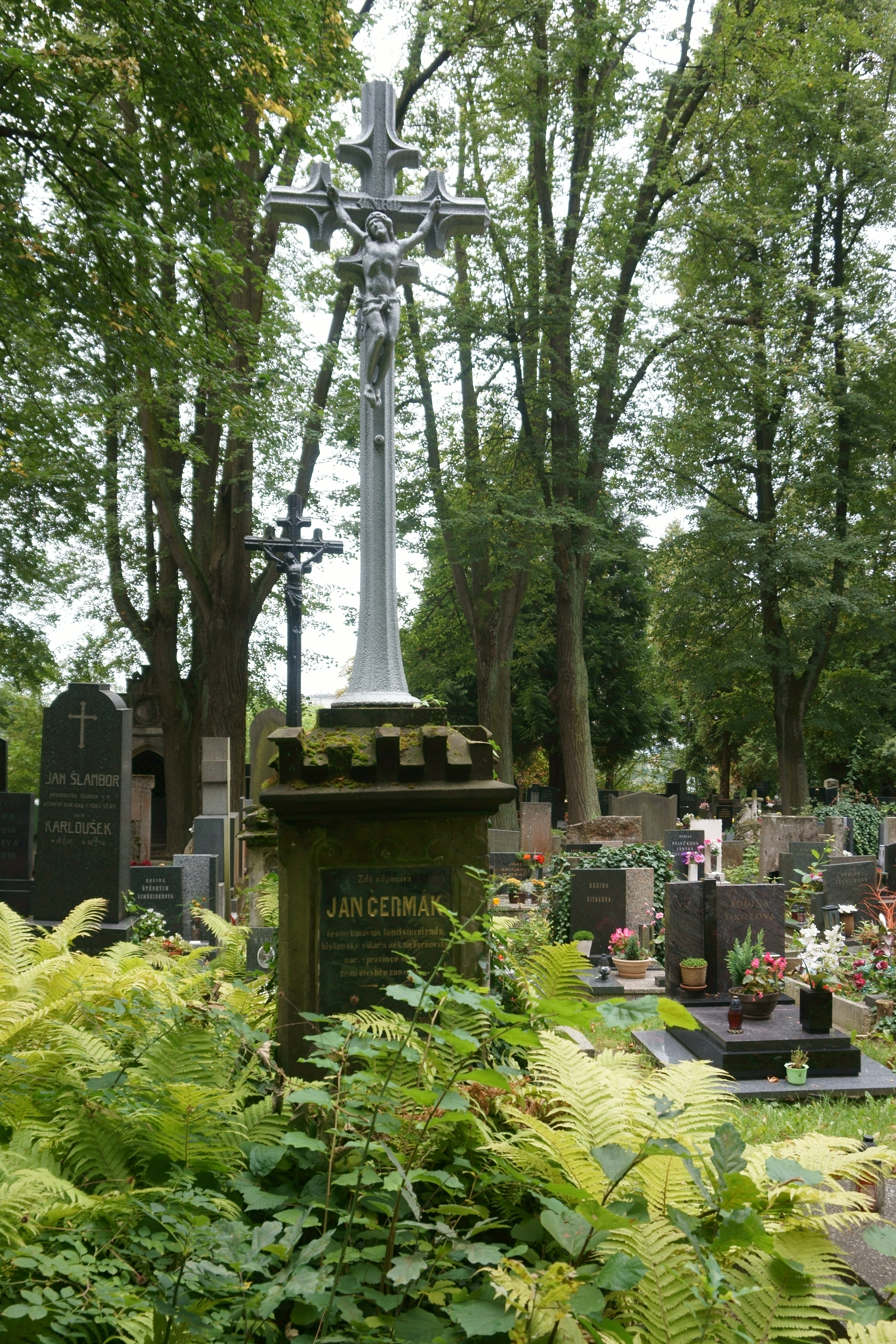
Hrob v Turnově